# シックス・フラッグス・マジック・マウンテン
シックス・フラッグス・マジック・マウンテン（Six Flags Magic Mountain）は、カリフォルニア州サンタクラリタのバレンシアにあるシックス・フラッグス系列の遊園地。
1971年5月30日（メモリアルデー）に開園。当時はマジック・マウンテンの名称であったが、1979年シックス・フラッグスの運営となる。ローラーコースターを主とした絶叫マシンに特化しているのが特色。園内におけるローラーコースターの設置数が全20機であり、これは世界一の記録となっている。

## 主なアトラクション

### ローラーコースター
- アポカリプス・ザ・ライド（Apocalypse the Ride） - 2009年に導入された木製コースター。2010年まではターミネーター・サルベーションという名称だった。
- バットマン・ザ・ライド（BATMAN The Ride） - 1994年に導入された、吊り下がり式（インバーテッド）ループコースター。
- フルスロットル（Full Throttle） - 2013年に導入された園内初のランチャー付ループコースター。登場当初はループ直径世界最大[2] とループコースターとして最速を誇った。途中には一旦停止して後ろに加速するポイントがある。
- ゴールドラッシャー（Gold Rusher） - 1971年に導入された、園内初にして、園内最古のローラーコースター。
- ゴライアス（Goliath） - 2000年に導入された、園内最高、78メートルの高低差を持つローラーコースター。360度ループはないが、無数のバンクやトンネルが配置されており、最大4Gの重力がかかるなど、浮遊感と乗り心地の良さを売りとしている。登場当初は世界最高の高低差と最高速度を誇ったが、同年にミレニアムフォースとスチールドラゴン2000に塗り替えられた。巻き上げ式のスペックとしては2018年現在も世界有数である。
- グリーンランタン：ファーストフライト（GREEN LANTERN: First Flight） - 2011年に登場した新四次元コースター。下記の四次元コースター「エックス2」と異なり回転が制御されておらず、乗客の重量バランスにより回転数が変化する。2017年営業終了。
- ニンジャ（Ninja） - 1988年に導入された、サスペンデッド（吊り下がり）コースター。
- ニュー・レボリューション（The New Revolution） - 前身は、1976年に登場したグレイト・アメリカン・レボリューション。世界初の360度垂直ループを採用したコースターで、ローラーコースターの神様といわれたアントン・シュワルツコフ設計。2016年に車両がリニューアルされ、更にVR体験ゴーグルを着用して乗車することができる。VR内では、エイリアンに破壊される大都市を飛行する。
- リドラーズ・リベンジ（THE RIDDLER'S Revenge） - 1998年に導入された世界最大級のスタンディング（立ち乗り）コースター。登場当初はスタンディングコースターとして世界最速、世界最高高度、そして世界最長を誇った。
- スクリーム！（Scream!） - 2003年に導入された、世界最大級のフロアレス（床無し）コースター。7箇所のツイストが設置されている。
- スーパーマン：エスケープ・フロム・クリプトン（SUPERMAN: Escape from Krypton） - 前身はスーパーマン・ジ・エスケープ（Superman the Escape）という名称で1997年に登場。後ろ向きで急加速し、126.5mの高さまで上昇・落下するコースター。他のコースターと違い、往復型である。
- タツ（Tatsu） - 2006年に登場した、世界最大級のフライングコースター。登場当初は世界最高、世界最速、世界最長を誇った。世界最大級のプレッツェル構造を誇る。
- ツイステッド・コロッサス（Twisted Colossus） - ハイブリッド型コースター。全て木製のアポカリプスと異なり、レール部分は鋼鉄製となっている。1978年にレーシング型木製コースター「コロッサス（Colossus）」としてオープンしたが、レールを鋼鉄にする、2つのコースを1つに繋げる、名称の通り360度ひねりと180度反転が導入される等リニューアルが行われ2015年にオープンした。なお、巻き上げ部分では2つのコースターが並走するよう速度調整が行われる。
- バイパー（Viper） - 1990年に登場し、合計7回のループと3回の垂直ループ、無数のひねりが配置されているループコースター。登場当初は時速110キロを記録し、世界最速、最高落差の垂直ループとコースにおける360度ループの最多数を誇っていた。2017年現在も、ループの多さは園内で一番を誇っており、3.9Gという強い重力を受ける。
- エックス2（X²） - 2002年に座席がコースに合わせて360度前後に回転する世界初の四次元コースター「エックス（X）」としてオープン。レールや支柱の色の変更、スピーカー付き車両の導入、炎が吹き出す演出の追加などが行われ2008年にリニューアルオープンした。
- キャニオン・ブラスター（Canyon Blaster） - 年少者向けのローラーコースター。
- マジック・フライヤー（Magic Flyer） - 年少者向けのローラーコースター。1971年の導入名称から名称が5回変わっており、2001年から2007年の間は上記のゴライアスの年少者向けという意味で「ゴライアス・ジュニア（Goliath Jr.）」という名称だった。
- ロード・ランナー・エクスプレス（Road Runner Express） - 年少者向けローラーコースター。
- スピーディー・ゴンザレス・ホット・ロッド・レーサーズ（Speedy Gonzales Hot Rod Racers） - 年少者向けローラーコースター。
- ウエスト・コースト・レーサーズ（West Coast Racers） - 2020年に開業したローラーコースター。最高速度は89km/hで、一旦駅舎に帰って来て2周するのは、かつて日本に存在したダイダラザウルスや、同園内の駅舎には帰って来ないがツイステッド・コロッサスと同じである。1周目を終えた車両が左のホームを通過し、右のホームを出発した車両とLSMによる急加速によって競争する。コークスクリューやゼロGストールなどの回転エレメンツがある。車両のデザインはフェラーリとマセラティを混ぜたものとなっている。
- ワンダーウーマン・フライト・オブ・コラージュ（WONDER WOMAN Flight of Courage） - 2022年に開業予定となっている、世界一の高さと全長を誇るシングルレールコースター。

### スリルライド
- レックスルーサー：ドロップ・オブ・ドゥーム（Lex Luthor: Drop of Doom） - 世界最大級のフリーフォール。スーパーマン：エスケープ・フロム・クリプトンのタワー部分に設置されている。
- ダイブ・デビル（Dive Devil） - ワイヤー式振り子型アトラクション。
- スリングショット（SlingShot） - 逆バンジー。